# Завод суперфосфату в Сідауні
Завод суперфосфату в Сідауні (Seadown) — колишнє підприємство хімічної промисловості на східному узбережжі Південного острова Нової Зеландії, неподалік від містечка Тімару.
Відомо, що будівництво заводу вела в 1965—1966 роках компанія Dominion Fertiliser (це був вже її другий суперфосфатний майданчик після Рейвенсборна). 
Наприкінці 1970-х підприємство придбала компанія Ravensdown Fertiliser Co-operative Limited, більш відома як просто Ravensdown (друга частини цієї назви походить саме від «Сідаун»).
Вже у 1980-х промисловість добрив Нової Зеландії потрапила у серйозну кризу (зокрема, через припинення державних субсидій), що призвело до закриття цілого ряду виробничих майданчиків. Ravensdown припинила продукувати добрива в Сідауні з 1986 року, проте й далі використовувала майданчик для логістичних потреб.